# Reserva Laguna Negra
La reserva Laguna Negra es un área natural protegida de Tierra del Fuego, Argentina, ubicada en el noreste del lago Fagnano.
Fue creada el 5 de diciembre de 2003 por la Ley provincial n.º 599 con la categoría de “reserva provincial de uso múltiple”. Forma parte del Sistema Provincial de Áreas Naturales Protegidas (SPANP) establecido por la ley provincial n.º 272 en 1996 que incluye seis áreas naturales protegidas para la conservación de ecosistemas de la provincia. En 2010 estuvo en riesgo de ser desafectada como reserva natural para ampliar el ejido urbano de la comuna de Tolhuin, según un proyecto presentado por un legislador, pero la iniciativa no prosperó. Manifestaron su oposición el InFueTur (Instituto Fueguino de Turismo), la Fundación Vida Silvestre, la Fundación Ambiente y Recursos Naturales (FARN) y la Fundación para la Conservación y el Uso Sustentable de los Humedales (Fundación Humedales) a través de cartas enviadas a los legisladores.

## Características

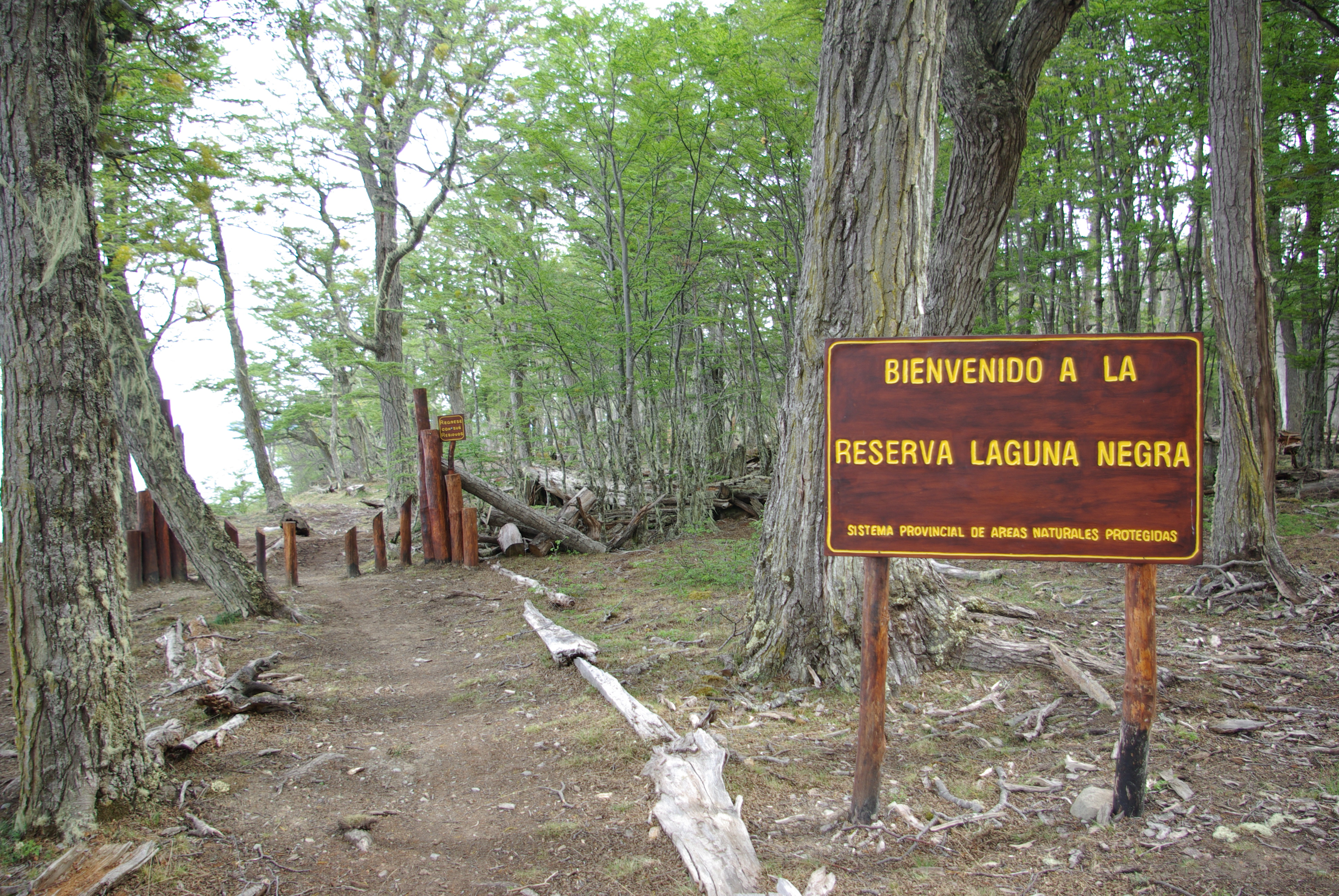
Ingreso a la reserva Laguna Negra.

Tiene una superficie de 1204 ha. El límite sur lo delimita el lago Fagnano, al oeste limita con la reserva Corazón de la Isla, al este con la comuna de Tolhuin y al norte con tierras privadas.
Es una zona boscosa apta para el uso forestal sostenible, donde sobresale la laguna Negra.